# Stepas Butautas
Stepas Butautas   (Kaunas, 25 d'agost de 1925 - Kaunas, 22 de març de 2001) fou un jugador de bàsquet lituà que va competir sota bandera de la Unió Soviètica durant les dècades de 1940 i 1950. El 1991 va ser nomenat un dels 50 millors jugadors de la FIBA.

## Carrera com a jugador
El 1952 va prendre part en els Jocs Olímpics d'Estiu de Hèlsinki, on guanyà la medalla de plata en la competició de bàsquet. En el seu palmarès també destaquen tres medalles d'or en el Campionat d'Europa de bàsquet, el 1947, 1951 i 1953.
A nivell de clubs va començar la seva carrera esportiva el 1944 al Dinamo Kaunas. El 1945 va jugar amb l'ASK Kaunas, abans de tornar al Dinamo Kaunas el 1946. De 1947 a 1956 va jugar al Žalgiris Kaunas, amb qui va guanyar el campionat soviètic de 1947 i 1951. També va guanyar 6 campionats de la RSS de Lituània, el 1945, 1950, 1952, 1953, 1954 i 1955.

## Carrera com a entrenador
Una vegada retirat com a jugador s'inicià com a entrenador de bàsquet. De 1960 a 1966 fou l'entrenador de l'equip femení del Politechnika Kaunas i de 1975 a 1979 ho fou del Žalgiris Kaunas. De 1958 a 1964 també fou l'entrenador de la selecció soviètica femenina, amb qui va guanyar la medalla d'or al Campionat del Món de 1959 i 1964, així com la medalla d'or en el Campionat d'Europa de bàsquet de 1960, 1962 i 1964 i la plata en el de 1958. El 1967, 1968 i 1970 fou l'entrenador de l'equip masculí de Cuba.